# Taubenturm (Bessay-sur-Allier)

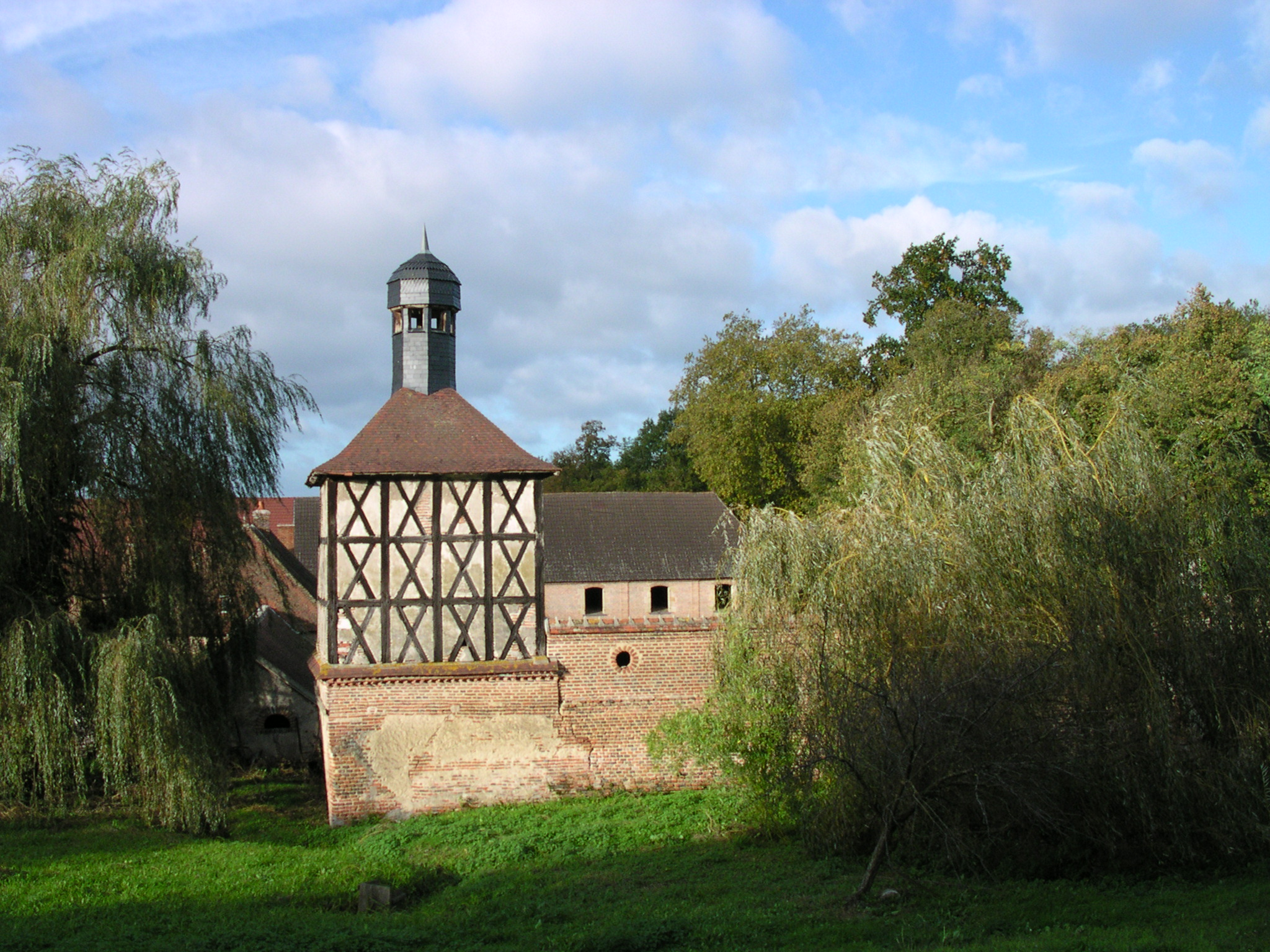
Taubenturm in Bessay-sur-Allier

Der Taubenturm (französisch colombier oder pigeonnier) in Bessay-sur-Allier, einer französischen Gemeinde im Département Allier in der Region Auvergne-Rhône-Alpes, wurde im 17. Jahrhundert errichtet. Der Taubenturm steht als Teil des Schlosses von Chaugy seit 1986 als Monument historique auf der Liste der Baudenkmäler in Frankreich.
Der rechteckige Taubenturm an der Südostecke der Ummauerung ist in Fachwerkbauweise ausgeführt. Er wird von einer Laterne, die mit Schiefer gedeckt ist, bekrönt. Das Fachwerk weist viele Andreaskreuze auf. Im Inneren ist die drehbare Holzleiter erhalten, die genutzt wurde, um die circa 200 Nester zu reinigen.